# Đại biểu Quốc hội Việt Nam
Đại biểu Quốc hội Việt Nam là thành viên của Quốc hội Việt Nam, được cử tri Việt Nam trực tiếp bầu ra theo nguyên tắc phổ thông, bình đẳng, trực tiếp và bỏ phiếu kín. Các đại biểu được bầu theo khu vực bầu cử, là người đại diện và chịu trách nhiệm trước cử tri và nhân dân bầu ra mình. Đại biểu cũng chịu trách nhiệm trước cử tri cả nước. Thông qua các đại biểu và thông qua Quốc hội, nhân dân Việt Nam sử dụng quyền lực của mình để định đoạt các vấn đề của đất nước.
Số lượng Đại biểu không cố định cho mỗi kỳ Quốc hội. Trong lần bầu cử gần đây nhất năm 2021, Quốc hội Việt Nam khóa XV có tổng cộng 498 Đại biểu.

## Địa vị pháp lý
Địa vị pháp lý của một đại biểu quốc hội được bắt đầu sau khi Quốc hội đã xác nhận tư cách đại biểu tại phiên họp đầu tiên của kỳ thứ nhất mỗi khóa Quốc hội. Nhiệm kỳ của đại biểu quốc hội được tính từ kỳ họp thứ nhất Quốc hội khóa đó đến kỳ họp thứ nhất Quốc hội khóa sau.
Trong số các đại biểu quốc hội, có những đại biểu làm việc theo chế độ chuyên trách và có những đại biểu làm việc theo chế độ không chuyên trách.
Số lượng đại biểu Quốc hội làm việc theo chế độ chuyên trách do Quốc hội quyết định.

## Đại biểu chuyên trách và Đại biểu kiêm nhiệm
Theo Luật Tổ chức Quốc hội có hiệu lực từ ngày 1 tháng 1 năm 2016, đại biểu chuyên trách dành toàn bộ thời gian làm việc để thực hiện nhiệm vụ, quyền hạn đại biểu của mình.
Cũng theo luật này, Đại biểu kiêm nhiệm dành ít nhất 1/3 thời gian làm việc trong năm để thực hiện vai trò đại biểu Quốc hội.
Theo cơ cấu Quốc hội khóa XIV, đại biểu chuyên trách gồm có 114 đại biểu chuyên trách trung ương (thuộc các cơ quan của Quốc hội) và 67 đại biểu chuyên trách địa phương, trong đó Hà Nội, Thành phố Hồ Chí Minh, Thanh Hóa, Nghệ An mỗi đoàn có 2 đại biểu, các tỉnh hoặc thành phố trực thuộc Trung ương còn lại mỗi tỉnh có một đại biểu chuyên trách địa phương tỉnh đó.
Thống kê tỉ lệ đại biểu chuyên trách theo các khóa:
| Quốc hội khóa | Tổng số đại biểu | Số đại biểu chuyên trách | Tỉ lệ |
| ------------- | ---------------- | ------------------------ | ----- |
| 11            | 498              | 119                      | 23,9% |
| 12            | 493              | 145                      | 29,4% |
| 13            | 500              | 154                      | 30,8% |
| 14            | 496              | 170                      | 34,3% |

## Tiêu chuẩn

### Tuổi bầu cử và ứng cử
Luật Bầu cử đại biểu Quốc hội và đại biểu Hội đồng nhân dân năm 2015:
Điều 2 quy định: Tính đến ngày bầu cử được công bố, công dân nước Cộng hòa xã hội chủ nghĩa Việt Nam đủ mười tám tuổi trở lên có quyền bầu cử và đủ hai mươi mốt tuổi trở lên có quyền ứng cử vào Quốc hội
Điều 3 quy định: Người ứng cử đại biểu Quốc hội phải đáp ứng các tiêu chuẩn của đại biểu Quốc hội quy định tại Luật tổ chức Quốc hội.
Đại biểu Quốc hội nước Cộng hòa xã hội chủ nghĩa Việt Nam theo luật định phải là công dân Việt Nam, từ đủ 21 tuổi trở lên, có quyền ứng cử, được Mặt trận Tổ quốc Việt Nam qua hiệp thương nhân dân đưa vào danh sách ứng cử đại biểu Quốc hội, có đủ số phiếu cần thiết để trở thành đại biểu Quốc hội trong cuộc tổng tuyển cử, và được Ủy ban thẩm tra tư cách đại biểu Quốc hội xác định là đủ tư cách làm đại biểu Quốc hội.
Điều 3 Luật bầu cử Đại biểu Quốc hội quy định một đại biểu quốc hội phải có những tiêu chuẩn sau đây:
1. Trung thành với Tổ quốc và hiến pháp của nước Cộng hòa Xã hội Chủ nghĩa Việt Nam, phấn đấu thực hiện công cuộc đổi mới, vì sự nghiệp công nghiệp hóa, hiện đại hóa đất nước, làm cho dân giàu, nước mạnh, xã hội công bằng, dân chủ, văn minh
2. Có phẩm chất đạo đức tốt, cần kiệm liêm chính, chí công vô tư, gương mẫu chấp hành pháp luật; kiên quyết đấu tranh, chống mọi biểu hiện quan liêu, hách dịch, cửa quyền, tham nhũng và các hành vi vi phạm pháp luật
3. Có trình độ và năng lực thực hiện nhiệm vụ đại biểu quốc hội, tham gia quyết định các vấn đề quan trọng của đất nước
4. Liên hệ chặt chẽ với nhân dân, lắng nghe ý kiến của nhân dân, được nhân dân tín nhiệm
5. Có điều kiện tham gia các hoạt động của Quốc hội.

## Nhiệm vụ
Đại biểu quốc hội có nhiệm vụ tham gia các kỳ họp của Quốc hội, tham gia thảo luận và quyết định những vấn đề thuộc nhiệm vụ, quyền hạn như: lập hiến, lập pháp; quyết định chính sách đối nội, đối ngoại, các nhiệm vụ kinh tế, xã hội, quốc phòng, an ninh của đất nước; quyết định những nguyên tắc chủ yếu về tổ chức và hoạt động của bộ máy Nhà nước, về quan hệ xã hội và hoạt động của công dân; giám sát hoạt động của các cơ quan Nhà nước.
Trong kỳ họp, đại biểu quốc hội có nhiệm vụ tham gia đầy đủ các phiên họp và có quyền: thảo luận và quyết định chương trình kỳ họp; trình dự án luật và biểu quyết thông qua các dự án luật, các nghị quyết của Quốc hội; chất vấn Chủ tịch nước, Chủ tịch Quốc hội, Thủ tướng Chính phủ, các thành viên của Chính phủ, Chánh án Toà án nhân dân tối cao, Viện trưởng Viện kiểm sát nhân dân tối cao; tham gia bầu cử và có thể được bầu vào các chức danh Nhà nước, các cơ quan lãnh đạo, các tổ chức của Quốc hội.
Trong thời gian giữa hai kỳ họp, đại biểu quốc hội có nhiệm vụ tiếp xúc cử tri ở đơn vị bầu cử của mình, phản ánh tâm tư, nguyện vọng của nhân dân với Quốc hội và các cơ quan Nhà nước, báo cáo kết quả kỳ họp với cử tri, tuyên truyền thực hiện tốt pháp luật.
Đại biểu còn có nhiệm vụ chuyển đơn thư khiếu nại tố cáo của nhân dân đến các cơ quan, tổ chức có liên quan, theo dõi và đôn đốc việc giải quyết; tham gia các hoạt động khảo sát, kiểm tra việc thi hành hiến pháp, pháp luật, các nghị quyết của Quốc hội, các văn bản dưới luật, tìm hiểu thực tế ở địa phương hoặc cơ sở để giúp cho việc thảo luận và tham gia quyết định các vấn đề tại kỳ họp của Quốc hội.

## Quyền hạn

### Quyền trình dự án luật
Đại biểu quốc hội có trình kiến nghị về luật, pháp lệnh; trình dự án luật, pháp lệnh theo trình tự do pháp luật quy định.

### Quyền chất vấn
Đại biểu Quốc hội có quyền chất vấn Chủ tịch nước, Chủ tịch Quốc hội, Thủ tướng Chính phủ và các thành viên khác của Chính phủ, Chánh án Tòa án nhân dân tối cao, Viện trưởng Viện kiểm sát nhân dân tối cao. Người bị chất vấn có trách nhiệm trả lời về những vấn đề mà đại biểu Quốc hội chất vấn.
Trong thời gian giữa hai kỳ họp, chất vấn được gửi đến Ủy ban Thường vụ Quốc hội để chuyển đến cơ quan hoặc người bị chất vấn và quyết định thời hạn trả lời chất vấn. Tùy theo nội dung và tính chất của chất vấn, Ủy ban Thường vụ Quốc hội có thể quyết định người bị chất vấn phải trả lời chất vấn trước Ủy ban Thường vụ Quốc hội. Trong trường hợp cần điều tra thì Quốc hội có thể quyết định cho trả lời trước Ủy ban Thường vụ Quốc hội hoặc tại kỳ họp sau của Quốc hội hoặc cho trả lời bằng văn bản. Trong thời gian giữa hai kỳ họp Quốc hội, chất vấn được gửi đến Ủy ban Thường vụ Quốc hội để chuyển đến cơ quan hoặc người bị chất vấn và quyết định thời hạn trả lời chất vấn. Nếu đại biểu Quốc hội không đồng ý với nội dung trả lời thì có quyền đề nghị Chủ tịch Quốc hội đưa ra thảo luận trước Quốc hội hoặc Ủy ban Thường vụ Quốc hội.

### Quyền bất khả xâm phạm và miễn truy tố
Đại biểu Quốc hội được pháp luật bảo đảm quyền bất khả xâm phạm về thân thể. Những hành vi cản trở đại biểu quốc hội thực hiện nhiệm vụ sẽ bị xử lý theo pháp luật.
Không có sự đồng ý của Quốc hội và trong thời gian Quốc hội không họp, không có sự đồng ý của Ủy ban Thường vụ Quốc hội thì không được bắt giam, truy tố đại biểu Quốc hội và không được khám xét nơi ở và nơi làm việc của đại biểu Quốc hội. Việc đề nghị bắt giam, truy tố, khám xét nơi ở và nơi làm việc của đại biểu Quốc hội thuộc thẩm quyền của Viện trưởng Viện Kiểm sát nhân dân tối cao. Nếu vì phạm tội quả tang mà đại biểu Quốc hội bị tạm giữ, thì cơ quan tạm giữ phải lập tức báo cáo để Quốc hội hoặc Ủy ban Thường vụ Quốc hội xét và quyết định. Trong trường hợp đại biểu Quốc hội bị truy cứu trách nhiệm hình sự thì Ủy ban Thường vụ Quốc hội quyết định tạm đình chỉ việc thực hiện nhiệm vụ, quyền hạn của đại biểu Quốc hội đó. Đại biểu Quốc hội bị Tòa án kết án thì đương nhiên mất quyền đại biểu Quốc hội, kể từ ngày bản án, quyết định của Tòa án có hiệu lực pháp luật. Đại biểu Quốc hội không thể bị cơ quan, đơn vị nơi đại biểu làm việc cách chức, buộc thôi việc, nếu không được Ủy ban Thường vụ Quốc hội đồng ý.

### Quyền được cung cấp thông tin
Đại biểu quốc hội được cung cấp thông tin liên quan đến hoạt động của Quốc hội và được quyền yêu cầu các cơ quan chức năng cung cấp thông tin phục vụ cho hoạt động của mình.

### Quyền thuê nhà ở công vụ
Đại biểu Quốc hội có thể thuê nhà công vụ Quốc hội. Nhà công vụ Quốc hội có giá thuê từ 600.000–700.000 đồng/tháng/căn hộ, chưa kể điện nước và các chi phí khác, vào tháng 8 năm 2014 (theo ông Nguyễn Hạnh Phúc, Chủ nhiệm Văn phòng Quốc hội). Hiện nay, Công ty Trách nhiệm hữu hạn Một thành viên Quản lý Bất động sản Tây Đô đang là đơn vị quản lí vận hành nhà ở công vụ. Nhà công vụ Quốc hội ở địa chỉ số 2 Hoàng Cầu, phường Ô Chợ Dừa, quận Đống Đa, thành phố Hà Nội.

## Bầu cử đại biểu quốc hội
Việc bầu cử đại biểu quốc hội được tiến hành theo nguyên tắc phổ thông, bình đẳng, trực tiếp và bỏ phiếu kín.
Mỗi tỉnh thành được phân ra thành nhiều đơn vị bầu cử. Số lượng đơn vị bầu cử tuy thuộc vào dân số tỉnh thành đó. Mỗi đơn vị bầu cử thường bầu chọn ra từ 1 đến 3 Đại biểu .
Đại biểu được bầu sẽ chịu trách nhiệm với cử tri thuộc đơn vị bầu cử của mình. Thông thường 1 đơn vị bầu cử bao gồm một hoặc nhiều quận, huyện, thị xã hoặc thành phố thuộc tỉnh đó.

### Quyền bầu cử
Công dân nước Cộng hòa xã hội chủ nghĩa Việt Nam không phân biệt dân tộc, nam nữ, thành phần xã hội, tín ngưỡng, tôn giáo, trình độ văn hóa, nghề nghiệp, thời hạn cư trú, đủ 18 tuổi trở lên có quyền bầu cử, trừ những người mất trí và những người bị tước các quyền đó.

### Quyền ứng cử
Công dân Việt Nam có quyền ứng cử, đủ 21 tuổi trở lên có quyền ứng cử theo các tiêu chuẩn được quy định trong Luật bầu cử Đại biểu Quốc hội .
Quyền ứng cử là quy định của pháp luật về khả năng của công dân thể hiện nguyện vọng của mình được ứng cử làm đại biểu Quốc hội. Công dân nước Cộng hòa xã hội chủ nghĩa Việt Nam không phân biệt dân tộc, nam nữ, thành phần xã hội, tín ngưỡng, tôn giáo, trình độ văn hóa, nghề nghiệp, thời hạn cư trú, đủ hai mươi mốt tuổi trở lên đều có quyền ứng cử.
Pháp luật về bầu cử đại biểu Quốc hội còn quy định tiêu chuẩn của đại biểu Quốc hội để cử tri lựa chọn trong số các ứng cử viên bầu ra những người đại diện trong cơ quan quyền lực nhà nước cao nhất

### Các tổ chức bầu cử
Để phụ trách công tác bầu cử, các tổ chức bầu cử sau đây đã được thành lập:
- Ở cấp trung ương: Hội đồng bầu cử
- Ở cấp tỉnh, thành phố trực thuộc Trung ương: Ủy ban bầu cử
- Đơn vị bầu cử: Ban bầu cử
- Ở khu vực bỏ phiếu: Tổ bầu cử

## Nhiệm kỳ hoạt động
Nhiệm kỳ của đại biểu mỗi khóa Quốc hội bắt đầu từ kỳ họp thứ nhất của khóa Quốc hội đó đến kỳ họp thứ nhất của Quốc hội khoá sau. Đại biểu Quốc hội chịu trách nhiệm trước cử tri, đồng thời chịu trách nhiệm trước Quốc hội về việc thực hiện nhiệm vụ đại biểu của mình. Đại biểu Quốc hội không còn xứng đáng với sự tín nhiệm của nhân dân thì tuỳ mức độ phạm sai lầm mà bị Quốc hội hoặc cử tri bãi nhiệm. Uỷ ban thường vụ Quốc hội quyết định việc đưa ra Quốc hội bãi nhiệm hoặc cử tri nơi bầu ra đại biểu bãi nhiệm đại biểu Quốc hội theo đề nghị của Uỷ ban trung ương Mặt trận Tổ quốc Việt Nam, Uỷ ban Mặt trận Tổ quốc tỉnh, thành phố trực thuộc trung ương hoặc của cử tri nơi bầu ra đại biểu Quốc hội đó. Trong trường hợp Quốc hội bãi nhiệm đại biểu Quốc hội thì việc bãi nhiệm phải được ít nhất hai phần ba tổng số đại biểu Quốc hội biểu quyết tán thành.

## Đoàn đại biểu quốc hội
Các đại biểu Quốc hội được bầu trong một Thành phố trực thuộc Trung ương hoặc tỉnh hợp thành Đoàn Đại biểu Quốc hội.
Đoàn Đại biểu Quốc hội có Trưởng đoàn, có thể có Phó trưởng đoàn để tổ chức hoạt động của đoàn, giữ mối liên hệ với Chủ tịch Quốc hội, Ủy ban thường vụ Quốc hội, Ủy ban Mặt trận Tổ quốc và các cơ quan tổ chức khác ở địa phương về các vấn đề liên quan đến hoạt động của đại biểu Quốc hội và Đoàn Đại biểu Quốc hội.
Văn phòng Đoàn Đại biểu Quốc hội và thư ký Đoàn Đại biểu Quốc hội là bộ phận giúp việc cho Đoàn Đại biểu Quốc hội.
Trước khi có Văn phòng Đoàn đại biểu Quốc hội thì có chức danh Thư ký đoàn làm các công việc phục vụ Đoàn nhưng từ khi có Văn phòng Đoàn đại biểu Quốc hội thì không còn chức danh thư ký nữa. Tổ chức Văn phòng Đoàn hiện nay (đến năm 2007) có 2 dạng sau:
- Văn phòng Đoàn đại biểu Quốc hội (độc lập) - Văn phòng Hội đồng nhân dân và Đoàn đại biểu Quốc hội - (Văn phòng chung. Văn phòng Hội đồng nhân dân cấp tỉnh)
Theo điều 38, Luật Tổ chức Quốc hội năm 2014 , một đại biểu Quốc hội có thể được chuyển sinh hoạt từ đoàn đại biểu Quốc hội tỉnh, thành phố trực thuộc trung ương này sang đoàn đại biểu Quốc hội tỉnh, thành phố trực thuộc trung ương khác nếu trong nhiệm kì họ thay đổi vị trí công tác đến nơi mới.

## Nhận xét và ý kiến
- "Hiện nay, đại biểu Quốc hội chỉ là ông bưu điện, bởi chỉ nhận đơn khiếu kiện của người dân rồi chuyển đến các cơ quan nhà nước yêu cầu trả lời...(...)... Việc giám sát của Quốc hội, đại biểu Quốc hội, HĐND trong thực hiện luật khiếu nại, tố cáo cũng có gì đó không ổn. Giám sát trùng trùng điệp điệp nhưng hiệu quả không cao" - Lê Quang Bình, Chủ nhiệm UB Quốc phòng và An ninh của Quốc hội [10]
- "Đại biểu Quốc hội là của toàn dân nên không phải lo ngại việc tỉnh nào khuyết Đại biểu Quốc hội thì tiếng nói sẽ yếu. Bởi điều chuyển là bình thường nhất là khi hiện nay cho phép Đại biểu Quốc hội ngoài việc tiếp xúc cử tri tại đơn vị bầu cử còn được tiếp xúc cử tri ở nơi khác nên không đáng lo ngại chuyện này"- Tổng thư ký Nguyễn Hạnh Phúc[11]